# Brandon Micheal Hall
Brandon Micheal Hall (Anderson, 3 febbraio 1993) è un attore statunitense.
Ha recitato da protagonista nelle serie televisive The Mayor e God Friended Me.

## Biografia
Cresciuto soltanto insieme a sua madre, ha iniziato a studiare recitazione direttamente a livello universitario, laureandosi in recitazione nel 2015. Proprio nel 2015 esordisce all'interno di un episodi pilota di una serie intitolata LFE, un progetto di David Slade che tuttavia non è stato mai sviluppato in una serie televisiva vera e propria. Nel 2016 entra a far parte del cast principale della serie Search Party, mentre l'anno successivo ottiene il ruolo da protagonista nella sitcom di ABC The Mayor. A partire dal 2018 inizia a ottenere i primi ruoli di rilievo anche in ambito cinematografico, recitando in opere come Monster Party e Lez Bomb. Dal 2018 al 2020 interpreta inoltre il ruolo del protagonista Miles nella serie TV God Friended Me. Nel 2023 è fra gli interpreti principali del film The Young Wife.

## Filmografia

### Cinema
- Lez Bomb, regia di Jenna Laurenzo (2018)
- Monster Party, regia di Chris von Hoffmann (2018)
- Always a Bridesmaid, regia di Trey Haley (2019)
- The Surrogate, regia di Jeremy Hersh (2020)
- Injustice, regia di Matt Peters (2021)
- The Young Wife, regia di Tayarisha Poe (2023)

### Televisione
- Unforgettable – serie TV, episodio 4x09 (2016)
- Broad City – serie TV, episodio 3x04 (2016)
- The Characters – serie TV, episodio 1x06 (2016)
- Search Party – serie TV, 24 episodi (2016-2021)
- The Mayor – serie TV, 13 episodi (2017-2018)
- God Friended Me – serie TV, 42 episodi (2018-2020)
- Power – serie TV, episodi 6x13-6x14 (2020)
- Chloe - Le maschere della verità (Chloe), regia di Alice Seabright e Amanda Boyle – miniserie TV (2022)
- Poker Face – serie TV, episodio 1x02 (2023)